# پرسئوس (ریاضیدان)
پرسئوس ریاضیدان یونانی بود که احتمالاً در سدهٴ دوم ق م برآمد. وی پیش از هرون و گمینوس می‌زیست. او منحنی‌های مارپیچ را کشف کرد و مورد تحقیق قرار داد. این منحنی‌های مارپیچ از مقاطع افقی سطوحی تولید می‌شد که این سطوح ناشی از حرکت یک دایره بود به گرد محوری بر روی سطح خود آن دایره که از مرکز نگذرد.